# 倡导 (杂志)
《倡導》（英語：The Advocate）是美國一本面向LGBT群體的雙月刊新聞雜誌；該雜誌既有可供線下購買的實體版，亦有線上訂閱的數字版。同時，《倡導》雜誌還擁有一個網站。雜誌和網站的編輯重點是女同性戀者、男同性戀者、雙性戀者及跨性別者群體所感興趣的新聞、政治、觀點、藝術和娛樂等內容。《倡導》創刊於1967年，它不僅是美國出版歷史最悠久、出版規模最龐大的LGBT雜誌；同時也是唯一一本在1967年曼哈頓石墻暴動之前成立的LGBT刊物。

## 出版歷史
《倡導》最初是作為美國洛杉磯激進組織國防與教育個人權利組織的本地時事通訊集出版。該時事通訊集的出版契機來自1967年1月1日洛杉磯警方對當地同性戀酒吧“黑貓酒館”的突擊檢查，以及隨後幾個月內針對該事件的反對警察暴力遊行。理查德·米奇（化名“迪克·邁克爾斯”）和比爾·勞（化名“比爾·蘭德”）加入，並與阿里斯蒂德·洛朗及藝術家山姆·溫斯頓將這本時事通訊集改版成為一份名為《洛杉磯倡導》的報紙。報紙第一期的出版日期為1967年9月，在洛杉磯各大同志酒吧以25美分的價格出售。一直到1968年年初，都在盡力維持這份保持的出版；同年2月，理查德·米奇和比爾·勞以1美元的價格從國防與教育個人權利組織獲得了該份報紙的所有權。1969年，《洛杉磯倡導》改名為《倡導》並在美國全境出版。而到了1974年，該報的銷量達到了每期40,000份。
《倡導》的成功引起了舊金山投資銀行家大衛·B·古德斯坦的注意，他於1974年買下了這本刊物。在古德斯坦的指導下，《倡導》改版成為一份全國性新聞雙週刊，主要報道對LGBT社群比較重要的新聞，例如：LGBT權利運動，以及藝術和文化。古德斯坦還致力於減少刊物上以性為導向的廣告，以支持更多的主流廣告商。古德斯坦與羅伯·艾希伯格博士共同創立了“倡導體驗班”，這是一個鬆散基於當時流行的艾哈德研討培訓班形式的為期兩週、全天的、系列廣泛的自我實現研討會；該研討會旨在為LGBT社群帶來自我接納、認知和寬容。古德斯坦和艾希伯格在大部分時間里為研討會提供便利。古德斯坦後期的社論強烈反對在艾滋病流行的早期進行國家干預。他認為，即使“我們的生活方式可能成為精心設計的自殺儀式……我們的安全和生存取決於我們每個人和我們的個人行為”，而不是政府的公共衛生法規。
在古德斯坦於1985年去世後不就，《倡導》從1985年10月1日開始由從前的兩版小報版式（第二版通常刊有色情廣告）改版為標準雜誌版式。而在1980年代和1990年代前期，憑藉時任主編理查德·魯伊拉德為《倡導》制定的主打明星名流封面的華麗舉措，《倡導》在全美的銷量取得突破性的增長。而在魯伊拉德因艾滋病去世後，繼任主編傑夫·亞伯勒成功地保持住了《倡導》的增長趨勢。也正是在這段時間裡，《倡導》正式放棄了色情廣告業務並發行了姊妹刊物《倡導分類廣告》。當《倡導》首位女性主編朱迪·維德上任之後，《倡導》吸納了各種觀點並贏得了眾多主流出版獎項，因此《倡導》在報攤銷量、發行量及廣告數量方面都創下了新的記錄。維德及其團隊對艾倫·狄珍妮、喬治·麥可、利茲·史密斯、戈爾·維達爾、查茲·波諾、吉姆·麥格雷韋、梅莉莎·埃瑟里奇、羅伯·哈爾福德等LGBT名流的出櫃採訪為雜誌贏得了大量電視曝光，同時也大幅度提升了《倡導》專訪的權威性及出版物的知名度。
在隨後的發展中，《倡導》經歷了一系列的併購和收購易手。2006年，《倡導》與出櫃星球合併失敗；隨後它被赫爾媒體收購。在2008年削減成本舉措時，赫爾媒體承認《倡導》在“硬新聞”領域已經無法與本地LGBT週報或互聯網媒體競爭，因此《倡導》的出版週期從雙週刊改為月刊。從2010年開始，赫爾媒體整合了《倡導》與《出櫃》兩本雜誌的發行業務。《倡導》的印刷版繼續發行，但其數字訂閱版則與《出櫃》的數字版整合為一個優惠組合。而在2010年的一篇報道裡，有《倡導》的自由撰稿人表示他的工作沒有得到應有的報酬。自2013年5月起，赫爾媒體內部不再為《倡導》提供編輯服務，而是交由大編輯公司。大編輯公司是一家位於紐約布魯克林的外包服務商，它同時也為《出櫃》提供編輯服務。《倡導》目前已改為雙月刊，每年出版六期雜誌。
2017年，赫爾傳媒將其旗下雜誌業務出售給了由奧利瓦資本牽頭的收購團隊，隨後該團隊將這部分業務整合為一家涵蓋《倡導》等雜誌的母公司——驕傲媒體。
扎克·斯塔福德於2019年擔任《倡導》主編一職，這是該刊物創刊50多年來的首位黑人主編。2020年2月，特雷西·吉爾克里斯特出任雜誌主編；尼爾·佈羅弗曼擔任網站主編。

## 知名撰稿人
| - 卡爾珀尼亞·亞當斯 - 艾莉森·貝克德爾 - 亞當·布洛克 - 查茲·波諾 - 凱特·柯林頓 - 戴維·邁克爾·康納 - 霍華德·克魯斯 | - 貝諾特·丹尼澤特-劉易斯 - 傑拉德·唐蘭 - 戴維·弗朗西斯 - 邁克爾·約瑟夫·格羅斯 - 艾倫·戈甘納斯 - 馬修·海斯 - 珍妮斯·艾恩 | - 約什·基爾默-珀塞爾 - 詹姆斯·基爾奇克 - 東尼·庫許納 - 蘭斯·勞德 - 帕克·莫洛伊 - 萊恩·墨菲 - 潔西卡·妮可 | - 傑克·尼科爾斯 - 羅伯特·奧培爾 - 克里斯托弗·賴斯 - 魯迪·瑞奇 - 加布裡埃爾·羅特洛 - 邁克爾·羅 - 維多·羅素 | - 藍迪·希爾茲 - 米開朗基羅·西尼奧賴萊 - 唐納德·斯波托 - 安德魯·沙利文 - 烏瓦希·韋德 - 布魯斯·維蘭奇 - 吉野兼司 |

## 延伸閱讀
- Christianne Anastasia Gadd. . Lehigh University. 2012-09-01  [2022-11-18]. （原始内容存档于2022-11-18）.
- Franklin A. Robinson, Jr. . National Museum of American History. 2009  [2022-11-18]. （原始内容存档于2022-11-18）.
- Rodger Streitmatter. . Faber & Faber. 1995. ISBN 9780571198733.
- Mark Thompson (编). . Randy Shilts (撰稿人). St. Martin's Press. 1995. ISBN 9780312131142.
- Judy Wieder. . Advocate Books. 2001. ISBN 9781555837228.

## 外部連接
- 官方网站（英文）
- Equal Entertainment Inc. （页面存档备份，存于）（英文）